# Poly Klyn
Poly Klyn és una empresa terrassenca de lloguer de sanitaris mòbils. Dona servei a esdeveniments i obra pública, que van des de festivals com el Primavera Sound a esdeveniments de luxe al Palacio Real de Madrid. Poly Klyn va experimentar una forta expansió durant els anys del boom immobiliari de la primera dècada dels anys 2000. El 2007 va tenir la seva facturació màxima, 10, 7 milions d'euros. Arran de la sobtada crisi financera de 2008, va patir una forta baixada en la comanda d'inodors que van portar l'empresa a reduir la seva facturació en un 66% i la va obligar a fer front a un concurs de creditors. El 2013 van facturar més de 3 milions d'euros.